# 錫德爾
錫德尔（英語：Sidell）是位於美國伊利諾伊州弗米利恩縣的一個村落。

## 地理
錫德尔的座標為39°54′40″N 87°49′17″W / 39.91111°N 87.82139°W，而該地最高點為海拔高度208米（即682英尺）。

## 人口
根據2010年美國人口普查的數據，錫德尔的面積為2.40平方千米，當中陸地面積為2.40平方千米，而水域面積為0.00平方千米。當地共有人口617人，而人口密度為每平方千米257人。